# Борок (Андреапольский район)
Борок — деревня в Андреапольском районе Тверской области. Входит в Хотилицкое сельское поселение.

## География
Расположена примерно в 11 верстах к северо-западу от села Хотилицы рядом с рекой Торопа.

## История
В конце XIX — начале XX века деревня в Торопецком уезде Псковской губернии.

## Население
| 2002 | 2010 |
| ---- | ---- |
| 11   | ↘1   |